# مائه‌باشی، گونما

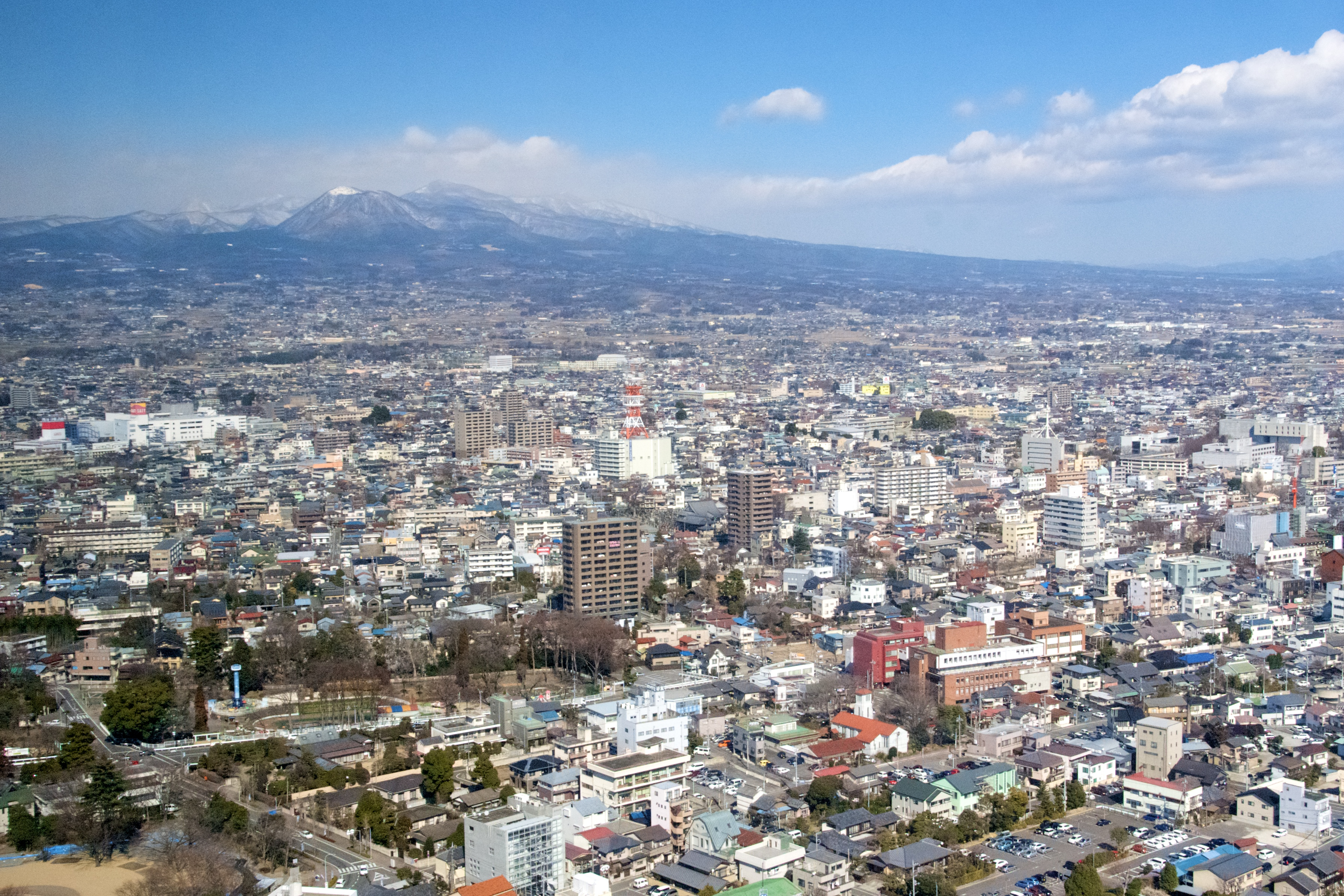
نمایی از شهر مائه باشی در ژاپن.

مائه باشی شهری است در کشور ژاپن. این شهر مرکز استان گونما است و در جزیره هونشو قرار گرفته است.
جمعیت این شهر در سال ۲۰۰۷ میلادی برابر ۳۲۴۰۰۰ نفر برآورد شده است.